# Plopeni
Plopeni è una città della Romania di 6 709 abitanti, ubicata nel distretto di Prahova, nella regione storica della Muntenia.